# Jerzy Stawiński
Jerzy Stawiński (ur. 6 listopada 1893, zm. ?) – major dyplomowany piechoty Wojska Polskiego.

## Życiorys
Jerzy Stawiński urodził się 6 listopada 1893 roku. W 1918 roku był oficerem sztabu Polskiej Oddzielnej Brygady na Kaukazie. Od 1 maja do 7 czerwca 1919 roku był słuchaczem II Kursu adiutantów w Warszawie, a od 16 czerwca do 30 listopada 1919 roku słuchaczem I Kursu Wojennej Szkoły Sztabu Generalnego w Warszawie. 1 czerwca 1921 roku pełnił służbę w dowództwie 13 Dywizji Piechoty, a jego oddziałem macierzystym był wówczas 43 pułk strzelców kresowych. 3 maja 1922 roku został zweryfikowany w stopniu kapitana ze starszeństwem z dniem 1 czerwca 1919 roku i 1691. lokatą w korpusie oficerów piechoty. W 1923 roku pełnił służbę w Oddziale I Sztabu Dowództwa Okręgu Korpusu Nr VIII w Toruniu. W 1924 roku powrócił do macierzystego 43 pułku strzelców kresowych w Dubnie. Z dniem 1 listopada 1924 roku został odkomenderowany do Wyższej Szkoły Wojennej w Warszawie, w charakterze słuchacza IV Kursu Doszkolenia. Z dniem 15 października 1925 roku, po ukończeniu kursu i otrzymaniu dyplomu naukowego oficera Sztabu Generalnego, został przydzielony do Oddziału IV Sztabu Generalnego w Warszawie. 26 lipca 1926 roku został przydzielony do dowództwa 3 Samodzielnej Brygady Kawalerii w Wilnie na stanowisko szefa sztabu. 5 listopada 1928 roku otrzymał przeniesienie do 11 pułku piechoty w Tarnowskich Górach. 31 marca 1930 roku został przeniesiony do Biura Ogólno Administracyjnego Ministerstwa Spraw Wojskowych w Warszawie na stanowisko referenta. Na majora został awansowany ze starszeństwem z dniem 1 stycznia 1931 roku w korpusie oficerów piechoty.
W nocy z 22 na 23 marca 1933 roku w „Winiarni Ziemiańskiej” w Warszawie zastrzelił inżyniera agronoma Adama Jankowskiego, syna profesora Edmunda Jankowskiego. Do zabójstwa doszło podczas zorganizowanego w winiarni dancingu. Major Stawiński przybył tam wraz z żoną i jej przyjaciółką Jakubowską, którą do tańca poprosił Jankowski, lecz kobieta odmówiła z uwagi na jego stan po spożyciu alkoholu inżyniera. Wówczas wywiązała się sprzeczka między Stawińskim a Jakubowskim, w której major spoliczkował oponenta, a ten w rewanżu rzucił na stolik swój bilet, tym samym żądając pojedynku. Oficer odrzucił bilet, po czym odwrócił się i odchodził, a wówczas został mocno uderzony dłonią w twarz przez Jankowskiego. Według świadków Stawiński miał wówczas wyjąć z zarękawka Jakubowskiej rewolwer, podejść do Jankowskiego i strzelić do niego z odległości ok. 25 cm, powodując jego śmierć na miejscu. Rozprawa odbyła się w dniach 9–11 maja 1933 roku przed Wojskowym Sądem Okręgowym Nr I w Warszawie. Rozprawie przewodniczył major Korpusu Sądowego Henryk I Rzewuski. Oskarżał major Korpusu Sądowego doktor Józef Mitowski. Obrońcą oskarżonego był adwokat Władysław Sobotkowski, major rezerwy korpusu sądowego. Major Jerzy Stawiński bronił się przed sądem wskazując, że po raz pierwszy znalazł się w takiej sytuacji, nie mógł nie zareagować, nie miał zamiaru pozbawienia życia Jankowskiego i że strzelał na oślep. Zeznający jako świadek dr Smoczyński, który podczas feralnej nocy przebywał w towarzystwie Jankowskiego, stwierdził, że Stawiński postąpił słusznie. Jeden ze świadków wskazał, że Stawiński z żoną i Jakubowską często bywał na dancingach w winiarni, podczas zabawy zazwyczaj tańczył tylko z Jakubowską, a podczas dramatycznej nocy natychmiast przerwał taniec z żoną w chwili, gdy Jankowski prosił o taniec Jakubowską. Major Stawiński został skazany na podstawie art. 225 § 1 kodeksu karnego (zabójstwo) na karę dwóch lat pozbawienia wolności z zaliczeniem tymczasowego aresztu prewencyjnego. Okolicznością obciążającą oskarżonego była jego karalność, jako że w 1925 roku został skazany przez sąd okręgowy na karę dwóch dni aresztu z zawieszeniem wykonania kary na okres dwóch lat za zniewagę i obrazę czci oraz wyrokiem sądu okręgowego w 1927 roku na 10 zł grzywny z zamianą na jeden dzień aresztu za zniewagę właścicielki sklepu „Occasion”. Z drugiej strony sąd wziął pod uwagę jako okoliczność łagodzące silne wzburzenie majora i nie orzekł wydalenia z korpusu oficerskiego. Odwołanie od wyroku złożył obrońca oskarżonego adwokat M. Wyrostek i prokurator, który domagał się wyższej kary i wydalenia majora z wojska.
Z dniem 30 czerwca 1933 roku został przeniesiony w stan spoczynku. 29 sierpnia 1933 roku przed Najwyższym Sądem Wojskowym w Warszawie odbyła się rozprawa kasacyjna. Rozprawie przewodniczył generał brygady Emil Franciszek Mecnarowski. Rozprawa odbyła się bez udziału oskarżonego i świadków, ograniczyła się tylko do referatu sprawy i przemówień stron. Sąd odrzucił skargę kasacyjną obrońcy oskarżonego oraz przychylił się częściowo do skargi prokuratora i orzekł w stosunku do oskarżonego wydalenie z korpusu oficerów Wojska Polskiego. Do 1934 roku pozostawał w ewidencji Powiatowej Komendy Uzupełnień Warszawa Miasto III z przydziałem do Oficerskiej Kadry Okręgowej Nr I. Był wówczas „przewidziany do użycia w czasie wojny”. Następnie został skreślony z ewidencji.

## Ordery i odznaczenia
- Krzyż Walecznych
- Medal Niepodległości (17 marca 1932)[24]
- Srebrny Krzyż Zasługi (16 marca 1928)[25]